# Euxoa nigrofusca
Euxoa nigrofusca (Syn.: Euxoa tritici auct., nicht Euxoa tritici (Linnaeus, 1761)), auch Weizeneule, Getreide-Eule oder Rötlichgraue Erdeule genannt ist ein Schmetterling (Nachtfalter) aus der Familie der Eulenfalter. Sie ist eine von drei Arten des engeren E. tritici-Komplexes, deren taxonomischer Status als bonae species angezweifelt wurde und z. T. immer noch wird.

## Merkmale
Die Falter haben eine Flügelspannweite von 26 bis 42 Millimetern. Färbung und Zeichnung sind ungemein variabel und kaum ein Falter hat eine identische Färbung und Zeichnung. Die Grundfarbe variiert von braungrau bis schwarzgrau, die Zeichnung tritt nur wenig hervor. Ring- und Nierenmakeln sind häufig wenig deutlich gezeichnet und hell gerandet. Die Männchen haben relativ kurze kammartige Fühler, die Weibchen fadenförmige Fühler.
Das Ei ist gelblich, ohne oberflächliche Rippung.
Die Raupen sind gelblich bis ockerfarben mit einer hellen Linie am Rücken und dunklen Nebenrückenlinien, die nach unten hell gerandet sind. Die Seitenstreifen sind grünlich-braun.
Die Puppe ist braungelblich gefärbt. Der stumpfe Kremaster ist mit zwei spitzen Dornen besetzt.

### Ähnliche Arten
Die drei Arten des engeren E. tritici-Komplexes, d. h. E. nigrofusca, E. tritici, E. eruta sind sich sehr ähnlich und können meist nur durch genitalmorphologische Untersuchungen unterschieden werden. Die Eigenständigkeit dieser Arten wird jedoch angezweifelt
- E. aquilina, die kammartigen Fühler der Männchen haben längere Kämme als die Fühler der männlichen Falter von E. nigrofusca.
- E. eruta, die Falter sind meist dunkler und haben weniger Brauntöne als E. nigrofusca, die Zeichnung ist weniger deutlich ausgeprägt, die Raupen sind etwas größer und dunkler als bei E. nigrofusca
- E. tritici, kleiner, mit breiteren und mehr gerundeten Vorderflügeln, etwas dunklere Tönung[5]

Die drei weiteren Arten des E. tritici-Komplexes (E. montivaga, E. segnilis und E. diaphora) kommen nicht in Mitteleuropa vor.

## Geographische Verbreitung und Lebensraum
Das Verbreitungsgebiet erstreckt sich über das gesamte Europa mit Ausnahme der nördlichen Teile Fennoskandiens und Nordrusslands sowie einiger Mittelmeerinseln (Balearen, Kreta, griechische Inselwelt). Im Osten erstreckt es sich über Sibirien bis in den russischen Fernen Osten und Japan.
Man findet die Euxoa nigrofusca in Getreidefeldern, auf sandigen Heideflächen, Brachflächen und Weiden. Ursprünglich war ihr Biotop die Grassteppe. Im Gebirge findet man diese Art nur in den Tälern.

## Lebensweise
Die Weizeneule bildet eine Generation pro Jahr, deren Falter von Ende Juni bis Ende September fliegen. Die Falter sind nachtaktiv, besuchen künstliche Lichtquellen und kommen an den Köder. Die braun-schwarz gemusterten Falter sind nicht leicht auszumachen, wenn sie auf einem Stück dunklem Holz sitzen. Nach der Paarung legt das Weibchen die Eier an die Basis von Grasbüscheln oder niederen Pflanzen ab. Die Raupen findet man von September bis Oktober. Die Raupen ernähren sich polyphag von den Wurzeln und bodennahen Bereichen verschiedener Gräser und krautigen Pflanzen. Fibiger (1990) nennt Hornkräuter (Cerastium), Sternmieren (Stellaria), Spark (Spergula), Labkräuter (Galium), Wegeriche (Plantago) und Kohl (Brassica). Meist überwintern die Raupen; allerdings wurde schon beobachtet, dass sich einzelne Raupen schon im Herbst verpuppen.
Die Art wurde auch schon als Schädling an Echtem Buchweizen (Fagopyrum esculentum) beobachtet.

## Systematik und Nomenklatur
Die Art wurde bis 1993 bzw. 1998 in der Literatur als Euxoa tritici (Linnaeus, 1761) geführt. Bei der Untersuchung des Typusexemplars (Lectotypus) der von Carl von Linné als Phalaena Noctua tritici aufgestellten Art stellte sich heraus, dass dieses Exemplar identisch ist mit Euxoa crypta Dadd, 1927. Der älteste verfügbare Name für diese Art, die bisher in der Literatur fälschlich als Euxoa tritici bezeichnet wurde, ist Phalaena Noctua nigrofusca Esper, 1788. Der Name Euxoa tritici wird damit aber nicht ungültig, sondern tritt an die Stelle von Euxoa crypta Dadd, 1927. Eine dritte, sehr ähnliche Art, die oft nur als forma oder Unterart von Euxoa tritici auct. gehalten wurde, ist Euxoa eruta (Hübner, 1827). Fibiger (1997) hält sie für eine bona species, die sich hauptsächlich durch Unterschiede im weiblichen Genitalapparat unterscheiden. Marko Mutanen fand dagegen bei quantitativen morphometrischen Untersuchungen der männlichen und weiblichen Genitalapparate keine signifikanten Unterschiede und schloss, dass wahrscheinlich einige, wenn nicht sogar alle Arten des weiteren E. tritici-Komplexes (i.e. E. nigrofusca, E. tritici, E. eruta, E. montivaga, E. segnilis und E. diaphora) synonymisiert werden müssen.
Fibiger (1990) unterteilt Euxoa nigrofusca in zwei Unterarten:
- Euxoa nigrofusca reisseri Corti, 1932[2], Sierra Nevada (Spanien). Grundfarbe hellgrau bis dunkelgrau, Flügelspannweite im Durchschnitt etwas kleiner als bei der Nominatunterart.
- Euxoa nigrofusca nigrofusca (Linnaeus, 1761)[2], im größten Teil des Verbreitungsgebietes

## Gefährdung
Aufgrund der schwierigen Situation der Taxonomie ist das Gefährdungspotential dieser Art nur schwer abzuschätzen. Es kann im Grunde nur für den E. tritici-Komplex insgesamt angegeben werden. Die ständig schwankenden Populationsgrößen dieser Art(en) sind in den letzten Jahren merklich gesunken. Trotzdem werden/wird sie nicht als gefährdet eingestuft.